# Emgektschil (Landgemeinde)
Emgektschil (kirgisisch Эмгекчил айыл аймагы) ist eine Landgemeinde (ajyl aimagy) im Rajon Naryn des Gebiets Naryn in Kirgisistan. Einziger Bestandteil und gleichzeitig Verwaltungssitz ist das gleichnamige Dorf Emgektschil (kirgisisch Эмгекчил). Im Jahr 2009 hatte die Landgemeinde 2930 Einwohner. Bis 2021 wuchs die Bevölkerung auf 3353 Einwohner.
Das Gebiet der Landgemeinde liegt nördlich von der Stadt Naryn. Einige Kilometer westlich verläuft die Fernstraße A365.